# Westerse non-interpolaties
Westerse non-interpolaties zijn plaatsen in het Nieuwe Testament waar de Westerse tekst korter is dan de andere handschriften. De term is geopperd door Westcott en Hort.

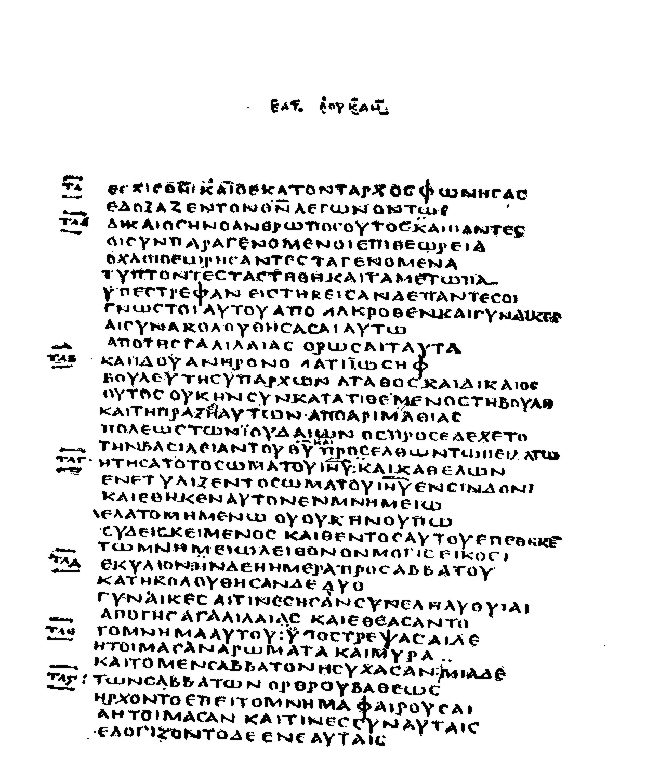
Codex Bezae: D – Grieks

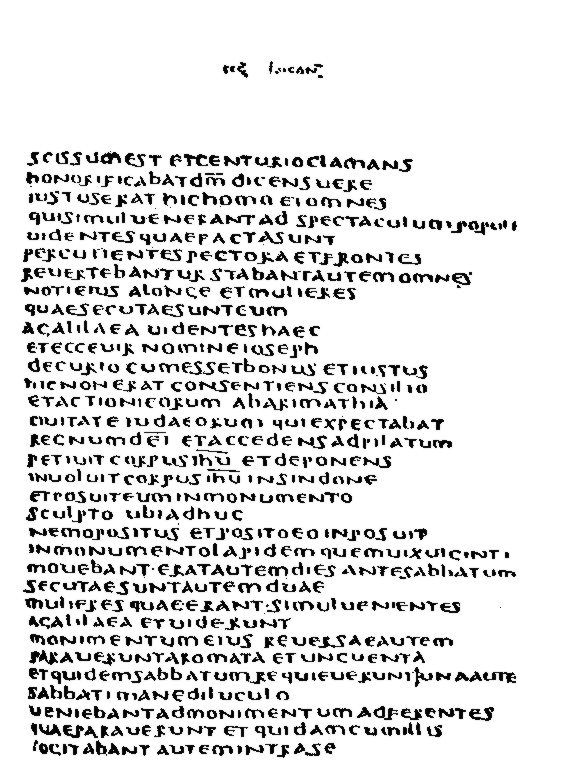
Codex Bezae: d – Latijn

## Toelichting
De Alexandrijnse tekst is meestal beknopt; de Westerse tekst is langer en parafraseert soms ; de Byzantijnse tekst is een combinatie van die twee. Toch is af en toe de Westerse tekst korter dan de Alexandrijnse. Die plaatsen worden door Hort Westerse non-interpolaties genoemd.
Vanaf de 18e eeuw hebben geleerden de Lectio brevior, de kortere lezing, als de oorspronkelijke beschouwd. Westcott en Hort gingen daar ook van uit. Toen hun The New Testament in the Original Greek (1882), in druk verscheen, volgde die de Alexandrijnse tekst met enkele uitzonderingen, waaronder de Westerse non-interpolaties.
Volgens Westcott en Hort hebben de getuigen van de Westerse tekst op die plaatsen als enige de oorspronkelijke tekst van het Nieuwe Testament bewaard.
Aland is van mening dat de theorie van de Westerse non-interpolaties Ein Relikt der Vergangenheit is. In zijn visie hield de theorie te weinig rekening met de ouderdom van Codex Vaticanus maar is ze door de vondst en het bestuderen van Papyrus 75 helemaal achterhaald.

## Algemeen aanvaarde Westerse non-interpolaties
- Matteüs 27:49 – ἄλλος δὲ λαβὼν λόγχην ἒνυξεν αὐτοῦ τὴν πλευράν, καὶ ἐξῆλθεν ὖδορ καὶ αἳμα (de andere stak een lans in zijn zij en meteen vloeide er bloed en water uit). Deze lezing is ontleend aan het Evangelie volgens Johannes en wordt gevonden in: de Codex Sinaiticus, Codex Vaticanus, Codex Ephraemi Rescriptus, Codex Regius, Codex Nanianus, Codex Tischendorfianus IV, Unciaal 1010, Unciaal 1293, Oud-Syrisch, Ethiopisch, maar ontbreekt in de tekst van alle andere handschriften, zoals Codex Alexandrinus, Codex Bezae(D), Codex Basilensis, Codex Boreelianus, Codex Seidelianus I, Codex Seidelianus II, Codex Cyprius, Codex Campianus, Codex Vaticanus 354, Codex Washingtonianus, Codex Sangallensis 48, Codex Koridethi, Codex Rossanensis, Unciaal 090, Byzantijnse tekst, Vetus Latina, Vulgaat, Koptische vertalingen, Syrisch (curetonisch) het ontbreekt ook in een late Alexandrijnse getuige, de minuskel 892.

Nestle Aland Novum Testamentum Graece 27e ed: in voetnoot.
NBG51: niet.
Willebrord Vertaling 95 niet
Nieuwe Bijbelvertaling NBV: niet
- Lucas 22:19b-20 – τὸ ὑπὲρ ὑμῶν διδόμενον... τὸ ὑπὲρ ὑμῶν ἐκχυννόμενον (hetgeen voor u gegeven is…hetgeen voor u vergoten wordt….”) ontbreekt in de Griekse én de Latijnse tekst van Codex Bezae in D en in d dus, en in de Latijnse a (b en e hebben een andere woordvolgorde, ff2, i, l, (syrisch (curetonisch) laat alleen vers 20 weg).

Nestle Aland Novum Testamentum Graece 27e ed: in tekst
NBG51: in tekst
Willebrord Vertaling 95 in tekst
Nieuwe Bijbelvertaling NBV: in tekst
- Lucas 24:3 – τοῦ κυρίου Ἰησοῦ (van de Here Jezus), ontbreekt in de Griekse én Latijnse tekst van de Codex Bezae en in de Latijnse a, b, e, ff2], l,r1, en de Griekse minuskels 579, 1071, 1241, De Syrisch curetonische heeft του Ιησου (van Jezus) maar laat κυριου, Here, weg.

Nestle Aland Novum Testamentum Graece 27e ed: in de tekst.
NBG51: in de tekst.
Willebrord Vertaling 95: in de tekst.
Nieuwe Bijbelvertaling NBV: in de tekst.
- Lucas 24:6 – οὐκ ἔστιν ὢδε, ἀλλ(ὰ) ἠγέρθη (Hij is niet hier, want Hij is opgewekt!), ontbreekt in D, a, b, d, e, ff2, l, r1, Armeense en Georgische handschriften.

Nestle Aland Novum Testamentum Graece 27e ed: in de tekst.
NBG51: in de tekst.
Willebrord Vertaling 95: in de tekst.
Nieuwe Bijbelvertaling NBV: in de tekst.
- Lucas 24:12 – het hele vers ontbreekt in D, a, b, d, e, l, r1

Nestle Aland Novum Testamentum Graece 27e ed: in de tekst.
NBG51: in de tekst.
Willebrord Vertaling 95: in de tekst.
Nieuwe Bijbelvertaling NBV: in de tekst.
- Lucas 24:36 – καὶ λέγει αὐτοῖς εἰρήνη ὑμῖν (en zei tegen hen: Vrede zij u), ontbreekt in D, a, b, d, e, ff2, l, r1

Nestle Aland Novum Testamentum Graece 27e ed: in de tekst.
NBG51: niet
Willebrord Vertaling 95: in de tekst
Nieuwe Bijbelvertaling NBV: in de tekst
- Lucas 24:40 – καὶ τοῦτο εἰπὼν ἔδειξεν αὐτοῖς τὰς χειρᾶς καὶ τοὺς πόδας (Daarna toonde hij hun zijn handen en zijn voeten) ontbreekt in D, a, b, d, e, ff2, l, r1, Syrische Sinaiticus; Syrisch cureatonisch.

Nestle Aland Novum Testamentum Graece 27e ed: in de tekst.
NBG51: in de tekst.
Willebrord Vertaling 95: in de tekst.
Nieuwe Bijbelvertaling NBV: in de tekst.
- Lucas 24:51 – καὶ ἀνεφέρετο εἰς τὸν οὐρανόν (en werd opgenomen in de hemel), ontbreekt in de Codex Sinaiticus, Latijnse en Griekse Codex Bezae D, a, b, d, e, ff2, l, Syrisch, Georgisch.

Nestle Aland Novum Testamentum Graece 27e ed: in de tekst.
NBG51: niet.
Willebrord Vertaling 95: in de tekst.
Nieuwe Bijbelvertaling NBV: in de tekst.
- Lucas 24:52 – προσκυνήσαντες αὐτὸν ('aanbaden hem'), ontbreekt in D, a, b, d, e, ff2, l, Syrisch en Georgisch.

Nestle Aland Novum Testamentum Graece 27e ed: in de tekst.
NBG51: niet
Willebrord Vertaling 95: in de tekst
Nieuwe Bijbelvertaling NBV: in de tekst

## Mogelijke Westerse non-interpolaties
- Matteüs 6:15 – τὰ παραπτώματα αὐτῶν (hun schulden), ontbreekt in Codex Sinaiticus, Griekse Codex Bezae, de Griekse minuskels 1, 118, 205, 209, 1582, 22, familie 1; minuskel 892; en de Latijnse handschriften a, aur, c, ff1, g1, en Syrisch.

Nestle Aland Novum Testamentum Graece 27e ed: in voetnoot.
NBG51: niet
Willebrord Vertaling 95: niet
Nieuwe Bijbelvertaling NBV: niet
- Matt. 9:34 – οἱ δὲ Φαρισαῖοι ἔλεγον ἐν τᾡ ἂρχωντι τῶν δαιμονίων ἐκβάλλει τὰ δαιμόνια (Maar de Farizeeën zeiden door de overste der demonen drijft Hij demonen uit”), deze zin ontbreekt bij D&d, a, k, Syrisch.

Nestle Aland Novum Testamentum Graece 27e editie: in tekst
NBG51: in tekst.
Willebrord Vertaling 95: in tekst.
Nieuwe Bijbelvertaling NBV: in tekst.
- Matt. 13:33 – ἐλάλησεν αὐτοῖς ontbreekt in D, d, k, Syrisch, zowel sinaitisch als curetonisch.

Nestle Aland Novum Testamentum Graece 27e ed: in de tekst.
NBG51: in de tekst.
Willebrord Vertaling 95: in de tekst.
Nieuwe Bijbelvertaling NBV: in de tekst.
- Matteüs 21:44 – hele vers ontbreekt, in Papyrus 104, Codex Bezae, Minuskel 33, a, b, d, e, ff1, ff2, r1, Syrisch sinaitisch, Irenaeus (lat), Origenes

Nestle Aland Novum Testamentum Graece 27e ed: tussen vierkante haken.
NBG51: Tussen vierkante haken.
Willebrord Vertaling 95: in de tekst.
Nieuwe Bijbelvertaling NBV: in de tekst, maar met voetnoot.
- Matt. 23:26 – καὶ τῆς παροψίδος (en de schotel), zoals in: B, C, L, W, Minuskel 33, Byzantijnse tekst, Koptische vertaling; ontbreekt echter in de D, Codex Guelferbytanus B, Minuskel 1, Minuskel 118, 209-1582, Minuskel 700, en in a, d, e, ff1, r1, sin, geo, Irenaeuslat, Clemens (hiat, b, syrcur)

Nestle Aland Novum Testamentum Graece 27e ed: in een voetnoot
NBG51: Niet
Willebrord Vertaling 95: Niet.
Nieuwe Bijbelvertaling NBV: Niet.
- Marcus 10:2 – προσελθοντες Φαρισαιοι (Er kwamen ook Farizeeën op hem af), of προσελθοντες οι Φαρισαιοι (andere woordvolgorde), ontbreekt in D, a, b, d, k, r1, Syrisch (zowel sin als cur).

Nestle Aland Novum Testamentum Graece 27e ed: in de tekst.
NBG51: in de tekst.
Willebrord Vertaling 95: in de tekst.
Nieuwe Bijbelvertaling NBV: in de tekst.
- Marcus 14:39 – τὸν αὐτὸν λόγον εἰπών (met dezelfde woorden als daarvoor), ontbreekt in D, a, b, c, d, ff2, k, Syrisch (cur)

Nestle Aland Novum Testamentum Graece 27e ed: in de tekst.
NBG51: in de tekst.
Willebrord Vertaling 95: in de tekst.
Nieuwe Bijbelvertaling NBV: in de tekst.
- Lucas 5:39 – het hele vers ontbreekt in D, a, b, c, d, e, ff2, l, r1 en in beide Syrische versies (sin en cur).

Nestle Aland Novum Testamentum Graece 27e ed: in de tekst.
NBG51: in de tekst.
Willebrord Vertaling 95: in de tekst.
Nieuwe Bijbelvertaling NBV: in de tekst.
- Lucas 10:41-42 – in plaats van μεριμνας και θορυβαζη περι πολλα, ολιγων (ενος) δε εστιν χρεια Μαριαμ γαρ ( De Heer zei tegen haar: ‘Marta, Marta, je bent zo bezorgd en je maakt je veel te druk. Er is maar één ding noodzakelijk.) heeft de Westerse tekst alleen θορυβαζη (bezorgd): D (met Maria) a, b, d, e, ff2, i, l, r1, Syrisch (sin), (Ambrosius laat θορυβαζη weg).

Nestle Aland Novum Testamentum Graece 27e ed: in de tekst.
NBG51: in de tekst.
Willebrord Vertaling 95: in de tekst.
Nieuwe Bijbelvertaling NBV: in de tekst.
- Lucas 12:21 – gehele vers ontbreekt in D, a, b, d

Nestle Aland Novum Testamentum Graece 27e ed: in de tekst.
NBG51: in de tekst.
Willebrord Vertaling 95: in de tekst.
Nieuwe Bijbelvertaling NBV: in de tekst.
- Lucas 22:62 – gehele vers ontbreekt in Unciaal 0171 die er ook geen ruimte voor overlaat), a, b, e, ff2, i, l, r1

Nestle Aland Novum Testamentum Graece 27e ed: in de tekst.
NBG51: in de tekst.
Willebrord Vertaling 95: in de tekst.
Nieuwe Bijbelvertaling NBV: in de tekst.
- Lucas 24:9 – απο του μνημειου (van het graf), ontbreekt in D, a, b, c, d, e, ff2, l, r1, Armeens, Georgisch.

Nestle Aland Novum Testamentum Graece 27e ed: in de tekst.
NBG51: in de tekst.
Willebrord Vertaling 95: in de tekst.
Nieuwe Bijbelvertaling
NBV: in de tekst.
- Johannes 4:9 – ου γαρ συγχρωνται Ιουδαιοι Σαμαριταις (Joden gaan niet om met Samaritanen), ontbreekt in de eerste correctie van) de Codex Sinaiticus, D, a, b, d, e, j, Koptische vertaling (Midden Egypte).

Nestle Aland Novum Testamentum Graece 27e ed: in de tekst.
NBG51: in de tekst.
Willebrord Vertaling 95: in de tekst.
Nieuwe Bijbelvertaling NBV: in de tekst.

## Buiten de Evangeliën
- Rom. 6:16 – εις θανατον (tot de dood) ontbreekt in D, Minuskel 1739, d, r, Armeense mss, Peshitta, Vulgaathandschriften, sahidisch, Ambrosiaster

Nestle Aland Novum Testamentum Graece 27e ed: in de tekst.
NBG51: in de tekst.
Willebrord Vertaling 95: in de tekst.
Nieuwe Bijbelvertaling NBV: in de tekst.
- Rom. 10:21 – και αντιλεγοντα (en opstandig), ontbreekt in F, G, g, Ambrosiaster, Hilarius van Poitiers

Nestle Aland Novum Testamentum Graece 27e ed: in de tekst.
NBG51: in de tekst.
Willebrord Vertaling 95: in de tekst.
Nieuwe Bijbelvertaling NBV: in de tekst.
- Rom. 16:20 – η χαρις του κυριου ημων Ιησου (Χριστου) μεθ υμων (De genade van onze Heer Jezus Christus zij met u), ontbreekt in D* (bij nader inzien) F, G, d, f, g, m, Ambrosiaster en in sommige handschriften bij Pelagius

Nestle Aland Novum Testamentum Graece 27e ed: in de tekst.
NBG51: in de tekst.
Willebrord Vertaling 95: in de tekst.
Nieuwe Bijbelvertaling NBV: in de tekst.
- Rom. 16:25-27 – verzen ontbreken in F, G, Minuskel 629, d**?, g, goth?, Hiëronymus mss

Nestle Aland Novum Testamentum Graece 27e ed: tussen vierkante haken.
NBG51: in de tekst
Willebrord Vertaling 95: in de tekst."Nieuwe Bijbelvertaling
NBV: in de tekst, met een voetnoot.
- 1 Kor. 15:3 – ο και παρελαβον (heb ik ontvangen), ontbreekt in b, Ambrosiaster, Irenaeuslat,Tertullianus?

Nestle Aland Novum Testamentum Graece 27e ed: in de tekst.
NBG51: in de tekst.
Willebrord Vertaling 95: in de tekst.
Nieuwe Bijbelvertaling NBV: in de tekst.
- 1 Kor. 15:15 – ειπερ αρα νεκροι ουκ εγειρονται (als er geen doden worden opgewekt), ontbreekt in D, a, b, r, Peshitta, vulgaat mss, Ambrosiaster, Irenaeus (lat), Tertullianus?

Nestle Aland Novum Testamentum Graece 27e ed: in de tekst.
NBG51: in de tekst.
Willebrord Vertaling 95: in de tekst.
Nieuwe Bijbelvertaling NBV: in de tekst.
- 2 Kor. 10:12-13 – ου συνιασιν. ημεις δε (zijn niet wijs. Wij echter…), ontbreekt in D (eerste correctie), F, G, a, b, d, f, (429?) Ambrosiaster

Nestle Aland Novum Testamentum Graece 27e ed: in de tekst.
NBG51: in de tekst.
Willebrord Vertaling 95: in de tekst.
Nieuwe Bijbelvertaling NBV: in de tekst.
- 1 Tim. 5:19 – εκτος ει μη επι δυο η τριων μαρτυρων (zonder twee of drie getuigen), ontbreekt bij b, Ambrosiaster, Pelagius, Cyprianus

Nestle Aland Novum Testamentum Graece 27e ed: in de tekst.
NBG51: in de tekst.
Willebrord Vertaling 95: in de tekst.
Nieuwe Bijbelvertaling NBV: in de tekst.

## Invloed op uitgaven van het Nieuwe Testament
De "Westcott-Hort-editie" van 1881 verplaatste de "Westerse non-interpolaties" van de tekst naar de voetnoten. De achtereenvolgende uitgaven van Nestle en Nestle-Aland deden hetzelfde. In 1968, besloot (een meerderheid van) de redactie om de theorie van de "Westerse non-interpolaties" van Westcott en Hort te verwerpen.